# Tiên Vu Tu Lễ
Tiên Vu Tu Lễ (giản thể: 鲜于修礼; phồn thể: 鮮于修禮; bính âm: Xiānyú Xiūlǐ, ? - 526), dân tộc Đinh Linh, một trong những thủ lĩnh nghĩa quân ở Hà Bắc trong giai đoạn sau của phong trào Lục Trấn khởi nghĩa phản kháng nhà Bắc Ngụy.

## Sự nghiệp
Ông vốn là binh sĩ của trấn Hoài Sóc. Mùa thu năm Hiếu Xương thứ 2 (526), Tiên Vũ Tu Lễ hưởng ứng khởi nghĩa Đỗ Lạc Chu, tụ chúng nổi dậy ở thành Tả Nhân, Định Châu , đặt niên hiệu Lỗ Hưng.
Triều đình phái Trưởng Tôn Trĩ và Hà Gian vương Nguyên Sâm trấn áp, bị Tu Lễ đánh bại (cha Vũ Văn Thái là Vũ Văn Quăng cũng chết trong hàng ngũ nghĩa quân ở trận này). Tháng 8 năm sau (527), ông bị bộ hạ Nguyên Hồng Nghiệp sát hại. Sau đó Cát Vinh giết chết Nguyên Hồng Nghiệp, kế tục lãnh đạo khởi nghĩa.